# Bartłomiej Sielewski
Bartłomiej Sielewski (ur. 9 sierpnia 1984 w Płocku) – polski piłkarz występujący na pozycji obrońcy w polskim klubie Wisła Płock, którego jest wychowankiem. W swojej karierze grał także w takich drużynach, jak Masovia Płock, Mazowsze Płock oraz Piast Gliwice. W Ekstraklasie zadebiutował 27 listopada 2016 roku, wychodząc w podstawowym składzie na zremisowany 0:0 mecz z Piastem Gliwice.